# Delta Mensae
Delta Mensae (δ Mensae, förkortat Delta Men, δ Men) som är stjärnans Bayerbeteckning, är en dubbelstjärna belägen i den mellersta delen av stjärnbilden Taffelberget. Den har en skenbar magnitud på 5,69 och är synlig för blotta ögat där ljusföroreningar ej förekommer. Baserat på parallaxmätning inom Hipparcosuppdraget på ca 7,7 mas, beräknas den befinna sig på ett avstånd på ca 420 ljusår (ca 130 parsek) från solen.

## Egenskaper
Primärstjärnan Delta Mensae A är en gul till orange jättestjärna av spektralklass K2/3 III. Den har en radie som är ca 14 gånger större än solens och utsänder från dess fotosfär ca 92 gånger mera energi än solen vid en effektiv temperatur av ca 5 200 K. 
Följeslagaren Delta Mensae B är en stjärna av spektraltyp A9 och med en magnitud som är 0,9 enheter svagare är primärstjärnan.